# Sesamia sciagrapha
Sesamia sciagrapha là một loài bướm đêm trong họ Noctuidae.